# Dělicí nálevka

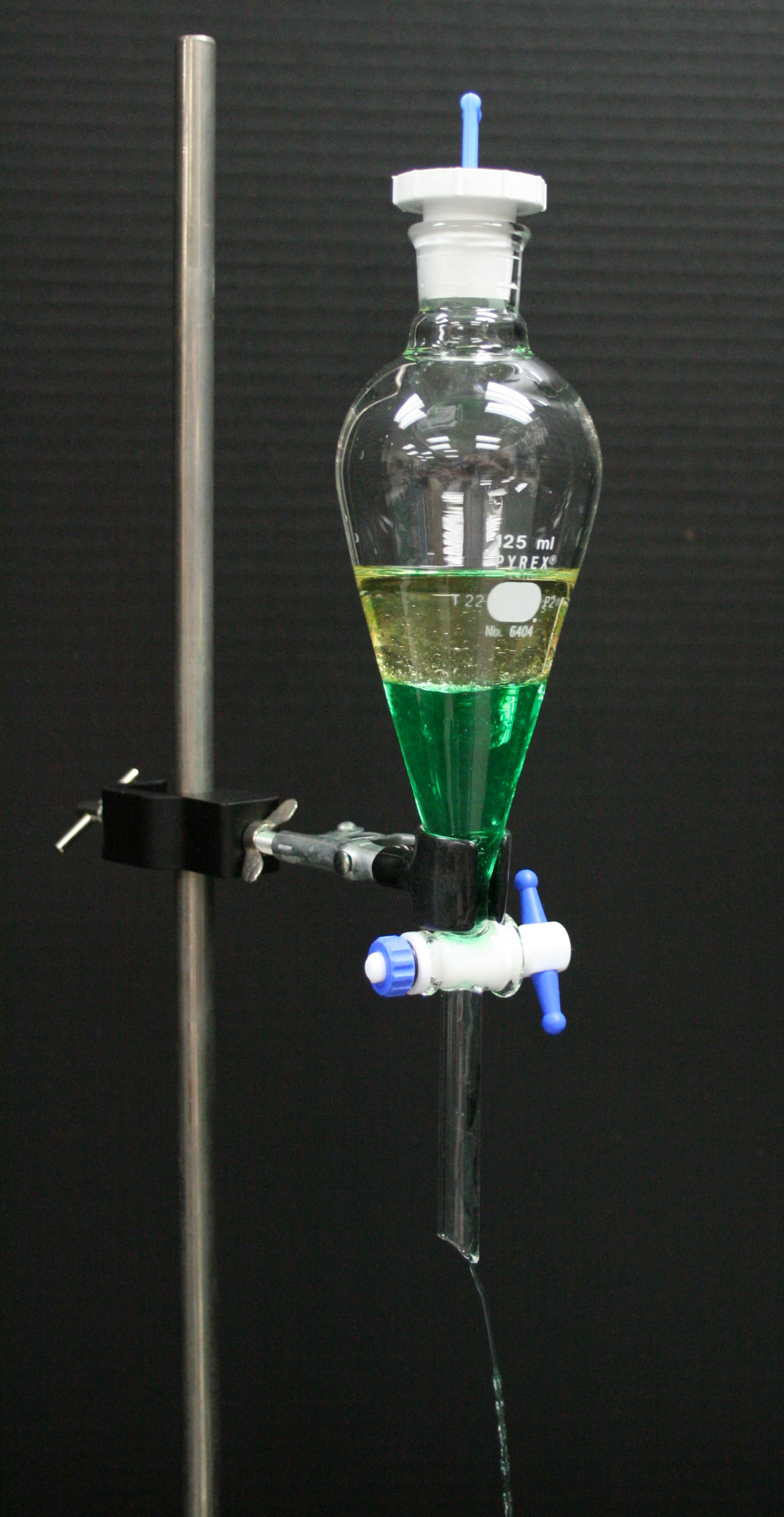
Dělicí nálevka s olejem ve svrchní vrstvě a zeleně obarveným vodným roztokem ve spodní vrstvě

Dělicí nálevka, slangově dělička, je skleněná nádoba, užívaná v laboratořích k oddělování nemísitelných kapalin o různé hustotě.

## Popis
Nádobka hruškovitého či válcovitého tvaru, která je ve spodní části opatřena stonkem (trubicí) s kohoutem a v horní části je jí možné pomocí normalizovaného zábrusu uzavřít zátkou. Běžně je vyráběna v objemech od 50 ml do 2 l, z borosilikátového skla. Jako materiál zátky je používáno zábrusové sklo či polyethylen. Jádro kohoutu je vyráběno ze zábrusového skla či teflonu.

## Využití
V laboratorní praxi je dělicí nálevka nejčastěji používána k oddělování nemísitelných kapalin například při organické syntéze a k extrakci pomocí vytřepávání.
Dále je používána pro přikapávání reaktantu do reakční směsi.

## Bezpečnost práce
Při míchání kapalin v dělicí nálevce je nutné myslet na vývoj plynů, který způsobí nárůst tlaku uvnitř nádoby. Tomu lze při míchání snadno předejít pravidelným opatrným odvzdušněním pomocí kohoutu, když stonek s kohoutem směřuje vzhůru. Z hlediska bezpečnosti je při odvzdušnění naprosto nutné nikdy nemířit stonkem na jakoukoliv osobu.